# 46392 Бертола
46392 Бертола (46392 Bertola) — астероїд головного поясу, відкритий 5 січня 2002 року.
Тіссеранів параметр щодо Юпітера — 3,481.